# 플래그 테일: 레퀴엠
플래그 테일: 레퀴엠(A Plague Tale: Requiem)은 아소보 스튜디오에서 개발하고 포커스 엔터테인먼트에서 배급한 액션 어드벤처 스텔스 게임이다. 플래그 테일: 이노센스(2019)의 속편으로, 프랑스 남부에서 휴고의 혈액 질환에 대한 치료법을 찾아야 하는 형제 Amicia와 Hugo de Rune의 뒤를 이어 이단심문 군인과 흑사병을 퍼뜨리는 쥐 떼를 피해 도망친다. 이 게임은 2022년 10월 18일에 닌텐도 스위치, 플레이스테이션 5, 윈도우 및 엑스박스 시리즈 X/S용으로 출시되었으며 닌텐도 스위치 버전은 클라우드 기반 타이틀이다.